# Steinklingen
Steinklingen ist Stadtteil von Weinheim im baden-württembergischen Rhein-Neckar-Kreis. Der Ort bildet gemeinsam mit Oberflockenbach und Wünschmichelbach die Gemarkung Oberflockenbach. Er gehörte bis 1972 zur Gemeinde Oberflockenbach, die dann nach Weinheim eingemeindet wurde.

## Geographie
Steinklingen liegt auf einer Erhöhung zwischen Hummelgraben im Westen und dem Michelbachtal im Osten auf etwa 300 bis 380 m. ü. NN. Der Ort gliedert sich in zwei Siedlungsbereiche. Das alte Dorf mit einem schmalen, bergauf führenden Weg im Südwesten und das Neubaugebiet „In der Kehr“ mit bungalowartigen Einfamilienhäusern im nordöstlichen Teil. Steinklingen grenzt an Oberflockenbach im Westen und Wünschmichelbach im Osten. Die drei Orte sind nahezu zusammengewachsen. Durch den Ort führt die Kreisstraße 4124.

## Geschichte
Erstmals urkundlich erwähnt wurde Steinklingen im Jahr 1312. Der Ort wurde wahrscheinlich im Hochmittelalter von der Bergstraße aus gerodet und angelegt. Wie für Ausbausiedlungen in dieser Region typisch, war Steinklingen in Huben aufgeteilt. Das Verzeichnis aus dem Jahr 1599 zeigt, dass der Ort aus vier Huben bestand. Im Jahr 1827 bestand der Ort aus fünf Häusern. Im späten 19. Jahrhundert kam es zu einer Verdichtung der Siedlung und einer Wachstumsspitze durch die Zerschlagung von Gütern.
Die drei Orte Oberflockenbach, Steinklingen und Wünschmichelbach besaßen jeweils ihre eigenen Gemarkungen. Schon früh wurden jedoch alle drei unter dem Namen Oberflockenbach, selten auch unter Wünschmichelbach, als eine Einheit aufgezeichnet. Die drei Orte waren Anfang des 14. Jahrhunderts vorerst pfälzische Lehen. Die Lehensherrschaft geht vermutlich auf die Durchsetzung der pfälzischen Oberhoheit in Leutershausen um 1200 zurück.

### Die Ritter von Steinklingen
Zu Beginn des 14. Jahrhunderts haben die Herren von Steinklingen ihre eigene Herrschaft gegründet. Das Ministerialen-Geschlecht von Steinklingen ist nur aus dem 14. Jahrhundert bekannt. Der erst erwähnte Angehörige Hertwig hat einen Namen, der auch bei den Hirschbergern üblich war. Ihm folgte Heinrich, der außer Oberflockenbach Kirchensatz und Anteile am Zehnten in Plankstadt zu Lehen hatte. Seine Frau Agnes war eine geborene von Flehingen. Das letztmals 1405 genannte Geschlecht erlosch mit ihrem Sohn Hans, der auch Katzenelnbogische Lehen und die Hälfte der Burg Hirschberg besaß.
Bis heute ist es unklar, ob und wo genau die Herren von Steinklingen eine Burg besaßen. Es gibt keine Hinweise auf eine solche Burg weder in archäologischen Funden noch in modernen Flurnamen. Basierend auf dem Gelände, scheint es am wahrscheinlichsten, dass die Burg am Rotsbuckel stand. Der Rotsbuckel gehört zu Steinklingen. Im Hubenverzeichnis von 1599 wird eine Hub bei der Burg nicht dort, sondern in Oberflockenbach erwähnt.
Bereits 1330 verliehen die Herren von Steinklingen Flockenbach an Kleinheinrich von Erligheim mit Zustimmung der Pfalzgrafen als Pfand. Im Jahr 1381 verpfändete Hans von Steinklingen zusammen mit seiner Mutter Agnes seine Einkünfte von Wünschmichelbach und Steinklingen an Hennel Wißkreis. Um 1400 verpflichtete er sich gegenüber der Pfalz, den Ort innerhalb von sechs Jahren aus der Pfandschaft zu lösen.
In der zweiten Hälfte des 15. Jahrhunderts wurde das Lehen eingezogen. Steinklingen zählte fortan zur Pfälzischen Kellerei Weinheim mit Sitz auf der Burg Windeck. 1802/3 fielen die Orte mit dem gesamten Oberamt Heidelberg an Baden. Heidelberg blieb vorerst Amtssitz, bis die Gemeinde Oberflockenbach 1829 dem Bezirksamt Weinheim und 1936 dem Amt Mannheim zugeteilt wurde. Durch die Gebiets- und Kreisreform in Baden-Württemberg wurde die Gemeinde 1972 der Stadt Weinheim zugeteilt und gehört seit 1973 zum Rhein-Neckar-Kreis mit Verwaltungssitz in Heidelberg.

### Einwohnerentwicklung
| Jahr      | 1818 | 1834 | 1852 | 1875 | 1905 | 1950 | 1961 | 2019 | 2022 |
| --------- | ---- | ---- | ---- | ---- | ---- | ---- | ---- | ---- | ---- |
| Einwohner | 57   | 72   | 91   | 78   | 95   | 129  | 110  | 586  | 619  |